# سترافورد (ميزوري)
سترافورد (بالإنجليزية: Strafford city, Missouri)‏ هي مدينة تقع بولاية ميزوري في الولايات المتحدة. تبلغ مساحتها 8.17 كم2، وترتفع عن سطح البحر 454 م، بلغ عدد سكانها 2,358 نسمة في عام 2010 حسب إحصاء مكتب تعداد الولايات المتحدة وتصل الكثافة السكانية فيها 288.6 نسمة لكل كيلومتر مربع (747.5/ميل2).

## التركيبة السكانية
حدّد مكتب تعداد الولايات المتحدة بيانات التركيبة السكانية لسترافورد في تعداد الولايات المتحدة. في ما يلي، التركيبة السكانية حسب تعدادي 2000 و2010.

### تعداد عام 2000
بلغ عدد سكان سترافورد 1,845 نسمة بحسب تعداد عام 2000، وبلغ عدد الأسر 683 أسرة وعدد العائلات 499 عائلة مقيمة في المدينة. في حين سجلت الكثافة السكانية 225.8 نسمة لكل كيلومتر مربع (584.8/ميل2). وبلغ عدد الوحدات السكنية 720 وحدة بمتوسط كثافة قدره 88.1 لكل كيلومتر مربع (228.2/ميل2).
وتوزع التركيب العرقي للمدينة بنسبة 97.67% من البيض و0.33% من الأمريكيين الأفارقة و0.65% من الأمريكيين الأصليين و0.05% من الأمريكيين ذوي الأصول الآسيوية و0.16% من الأعراق الأخرى و1.14% من عرقين مختلطين أو أكثر و1.79% من الهسبانيون أو اللاتينيون من أي عرق.
بلغ عدد الأسر 683 أسرة كانت نسبة 43.9% منها لديها أطفال تحت سن الثامنة عشر تعيش معهم، وبلغت نسبة الأزواج القاطنين مع بعضهم البعض 55.1% من أصل المجموع الكلي للأسر، ونسبة 12.3% من الأسر كان لديها معيلات من الإناث دون وجود شريك، بينما كانت نسبة 5.7% من الأسر لديها معيلون من الذكور دون وجود شريكة وكانت نسبة 26.9% من غير العائلات. تألفت نسبة 22.7% من أصل جميع الأسر من عدة أفراد يعيشون في نفس المنزل ونسبة 8.5% كانت تتألف من شخص يعيش بمفرده يبلغ من العمر 65 عاماً أو أكثر. وبلغ متوسط حجم الأسرة المعيشية 2.62، أما متوسط حجم العائلات فبلغ 3.08.
بلغ العمر الوسطي للسكان 31.8 عاماً. وكانت نسبة 28.9% من القاطنين تحت سن الثامنة عشر، وكانت نسبة 9.1% بين الثامنة عشر والرابعة والعشرين عاماً، ونسبة 31.3% كانت واقعةً في الفئة العمرية ما بين الخامسة والعشرين والرابعة والأربعين عاماً، ونسبة 20.3% كانت ما بين الخامسة والأربعين والرابعة والستين، ونسبة 7.4% كانت ضمن فئة الخامسة والستين عاماً فما فوق. يوجد لكل 100 أنثى 97.5 ذكر، ويوجد لكل 100 أنثى في الثامنة عشر من عمرها فما فوق 91.2 ذكر.
بلغ متوسط دخل الأسرة في المدينة 36,111 دولارًا، أما متوسط دخل العائلة فبلغ 39,722 دولارًا. وكان متوسط دخل الذكور 28,167 دولارًا مقابل 21,920 دولارًا للإناث. وسجل دخل الفرد الخاص بالمدينة 14,858 دولارًا. وكانت نسبة 9.9% من العائلات ونسبة 12.3% من السكان تحت خط الفقر، وكان من هؤلاء نسبة 16.2% تحت سن الثامنة عشر ونسبة 12% في الخامسة والستين من العمر وما فوق.

### تعداد عام 2010
بلغ عدد سكان سترافورد 2,358 نسمة بحسب تعداد عام 2010، وبلغ عدد الأسر 867 أسرة وعدد العائلات 636 عائلة مقيمة في المدينة. في حين سجلت الكثافة السكانية 288.6 نسمة لكل كيلومتر مربع (747.5/ميل2). وبلغ عدد الوحدات السكنية 922 وحدة بمتوسط كثافة قدره 112.9 لكل كيلومتر مربع (292.4/ميل2).
وتوزع التركيب العرقي للمدينة بنسبة 95.80% من البيض و0.51% من الأمريكيين الأفارقة و0.81% من الأمريكيين الأصليين و0.25% من الأمريكيين ذوي الأصول الآسيوية و0.08% من الأعراق الأخرى و2.54% من عرقين مختلطين أو أكثر و1.87% من الهسبانيون أو اللاتينيون من أي عرق.
بلغ عدد الأسر 867 أسرة كانت نسبة 40.8% منها لديها أطفال تحت سن الثامنة عشر تعيش معهم، وبلغت نسبة الأزواج القاطنين مع بعضهم البعض 54.1% من أصل المجموع الكلي للأسر، ونسبة 14.3% من الأسر كان لديها معيلات من الإناث دون وجود شريك، بينما كانت نسبة 5% من الأسر لديها معيلون من الذكور دون وجود شريكة وكانت نسبة 26.6% من غير العائلات. تألفت نسبة 22.6% من أصل جميع الأسر من عدة أفراد يعيشون في نفس المنزل ونسبة 8.2% كانت تتألف من شخص يعيش بمفرده يبلغ من العمر 65 عاماً أو أكثر. وبلغ متوسط حجم الأسرة المعيشية 2.64، أما متوسط حجم العائلات فبلغ 3.08.
بلغ العمر الوسطي للسكان 34.2 عاماً. وكانت نسبة 28.8% من القاطنين تحت سن الثامنة عشر، وكانت نسبة 7.9% بين الثامنة عشر والرابعة والعشرين عاماً، ونسبة 28.1% كانت واقعةً في الفئة العمرية ما بين الخامسة والعشرين والرابعة والأربعين عاماً، ونسبة 22.8% كانت ما بين الخامسة والأربعين والرابعة والستين، ونسبة 12.4% كانت ضمن فئة الخامسة والستين عاماً فما فوق. وتوزع التركيب الجنسي للسكان بنسبة 47.7% ذكور و52.3% إناث.